# Чемпіонат Європи з хокею із шайбою 1932
Чемпіонат Європи з хокею із шайбою 1932 — 17-й чемпіонат Європи з хокею із шайбою, який проходив в Німеччині з 14 березня по 20 березня 1932 року. Матчі відбувались у Берліні.

## Попередній раунд

### Група А
| 14. березня 1932 | Берлін | Німеччина | – | Швейцарія | 1:1 (1:0, 0:1, 0:0) |
| 15. березня 1932 | Берлін | Швейцарія | – | Австрія   | 2:2 (0:1, 1:1, 1:0) |
| 16. березня 1932 | Берлін | Німеччина | – | Австрія   | 1:1 (0:0, 1:0, 0:1) |

| М | Команда   | І | Пер | Н | Пор | Ш   | О |
| - | --------- | - | --- | - | --- | --- | - |
| 1 | Австрія   | 2 | 0   | 2 | 0   | 3:3 | 2 |
| 2 | Швейцарія | 2 | 0   | 2 | 0   | 3:3 | 2 |
| 3 | Німеччина | 2 | 0   | 2 | 0   | 2:2 | 2 |

Скорочення: М = підсумкове місце, І = ігри, Пер = перемоги, Н = нічиї, Пор = поразки, Ш = закинуті та пропущені шайби, О = набрані очки

### Група В
| 14. березня 1932 | Берлін | Чехословаччина | – | Франція | 1:1 (0:0, 0:0, 1:1) |
| 15. березня 1932 | Берлін | Чехословаччина | – | Латвія  | 7:0 (3:0, 2:0, 2:0) |
| 16. березня 1932 | Берлін | Франція        | – | Латвія  | 1:0 (1:0, 0:0, 0:0) |

| М | Команда        | І | Пер | Н | Пор | Ш   | О |
| - | -------------- | - | --- | - | --- | --- | - |
| 1 | Чехословаччина | 2 | 1   | 1 | 0   | 8:1 | 3 |
| 2 | Франція        | 2 | 1   | 1 | 0   | 2:1 | 3 |
| 3 | Латвія         | 2 | 0   | 0 | 2   | 0:8 | 0 |

Скорочення: М = підсумкове місце, І = ігри, Пер = перемоги, Н = нічиї, Пор = поразки, Ш = закинуті та пропущені шайби, О = набрані очки

### Група С
| 14. березня 1932 | Берлін | Велика Британія | – | Румунія         | 1:0 (0:0, 1:0, 0:0) |
| 15. березня 1932 | Берлін | Швеція          | – | Велика Британія | 4:1 (0:0, 3:1, 1:0) |
| 16. березня 1932 | Берлін | Швеція          | – | Румунія         | 4:0 (2:0, 1:0, 1:0) |

| М | Команда         | І | Пер | Н | Пор | Ш   | О |
| - | --------------- | - | --- | - | --- | --- | - |
| 1 | Швеція          | 2 | 2   | 0 | 0   | 8:1 | 4 |
| 2 | Велика Британія | 2 | 1   | 0 | 1   | 2:4 | 2 |
| 3 | Румунія         | 2 | 0   | 0 | 2   | 0:5 | 0 |

Скорочення: М = підсумкове місце, І = ігри, Пер = перемоги, Н = нічиї, Пор = поразки, Ш = закинуті та пропущені шайби, О = набрані очки

## Турнір за 6-9 місця
Враховуються результати попереднього раунду.
| 17. березня 1932 | Берлін | Латвія          | – | Румунія         | 3:0 (0:0, 2:0, 1:0) |
| 18. березня 1932 | Берлін | Франція         | – | Велика Британія | 3:3 (0:1, 2:1, 1:1) |
| 19. березня 1932 | Берлін | Франція         | – | Румунія         | 5:0 (0:0, 3:0, 2:0) |
| 20. березня 1932 | Берлін | Велика Британія | – | Латвія          | 5:2 (1:0, 3:1, 1:1) |

| М | Команда         | І | Пер | Н | Пор | Ш   | О |
| - | --------------- | - | --- | - | --- | --- | - |
| 1 | Велика Британія | 3 | 2   | 1 | 0   | 9:3 | 5 |
| 2 | Франція         | 3 | 2   | 1 | 0   | 9:5 | 5 |
| 3 | Латвія          | 3 | 1   | 0 | 2   | 5:6 | 2 |
| 4 | Румунія         | 3 | 0   | 0 | 3   | 0:9 | 0 |

## Фінальний раунд
Враховуються результати попереднього раунду.
| 17. березня 1932 | Берлін | Австрія        | – | Чехословаччина | 3:0 (2:0, 1:0, 0:0) |
| 17. березня 1932 | Берлін | Швеція         | – | Швейцарія      | 1:1 (1:1, 0:0, 0:0) |
| 18. березня 1932 | Берлін | Швеція         | – | Австрія        | 0:0 (0:0, 0:0, 0:0) |
| 18. березня 1932 | Берлін | Чехословаччина | – | Німеччина      | 0:1 (0:0, 0:0, 0:1) |
| 19. березня 1932 | Берлін | Швеція         | – | Чехословаччина | 2:0 (1:0, 0:0, 1:0) |
| 20. березня 1932 | Берлін | Німеччина      | – | Швеція         | 0:1 (0:0, 0:0, 0:1) |
| 20. березня 1932 | Берлін | Швейцарія      | – | Чехословаччина | 3:2 (1:0, 2:1, 0:1) |

| М | Команда        | І | Пер | Н | Пор | Ш   | О |
| - | -------------- | - | --- | - | --- | --- | - |
| 1 | Швеція         | 4 | 2   | 2 | 0   | 4:1 | 6 |
| 2 | Австрія        | 4 | 1   | 3 | 0   | 6:3 | 5 |
| 3 | Швейцарія      | 4 | 1   | 3 | 0   | 7:6 | 5 |
| 4 | Німеччина      | 4 | 1   | 3 | 0   | 3:3 | 5 |
| 5 | Чехословаччина | 4 | 0   | 0 | 4   | 2:9 | 3 |

## Підсумкова таблиця чемпіонату Європи
|   | Швеція          |
|   | Австрія         |
|   | Швейцарія       |
| 4 | Німеччина       |
| 5 | Чехословаччина  |
| 6 | Франція         |
| 7 | Велика Британія |
| 8 | Латвія          |
| 9 | Румунія         |

| Чемпіон Європи 1932 Швеція Четвертий титул |